# Bay County (Michigan)
Das Bay County ist ein County (Kreis) im US-Bundesstaat Michigan in den Vereinigten Staaten. Der Verwaltungssitz ist Bay City. Das U.S. Census Bureau hat bei der Volkszählung 2020 eine Einwohnerzahl von 103.856 ermittelt.
Bay County liegt an der Saginaw-Bucht am südwestlichen Teil des Huronsees. Das County wird vom Office of Management and Budget zu statistischen Zwecken als Bay City, MI Metropolitan Statistical Area geführt.

## Geschichte
Eine Konstruktion im County hat den Status einer National Historic Landmark, der Zerstörer USS Edson. 16 Bauwerke und Stätten des Countys sind insgesamt im National Register of Historic Places eingetragen (Stand 17. November 2017).

## Orte im County
- Aplin Beach
- Auburn
- Bay City
- Beaver
- Bentley
- Brissette Beach
- Crump
- Donahue Beach
- Duel
- Essexville
- Fisherville
- Kawkawlin
- Killarney Beach
- Lagoon Beach
- Linwood
- Linwood Beach
- Little Killarney Beach
- Loehme
- Meyers Beach
- Midland
- Mount Forest
- Munger
- Nine Mile
- North Williams
- Pinconning
- Seidlers
- Three Churches Corner
- Tobico Beach
- Willard
- Woodville

Townships
- Frankenlust Township
- Fraser Township
- Garfield Charter Township
- Gibson Township
- Hampton Charter Township
- Kawkawlin Township
- Merritt Township
- Monitor Charter Township
- Mount Forest Township
- Pinconning Township
- Portsmouth Charter Township
- Williams Charter Township